# David Vicente Robles
David Vicente Robles (nascut el 23 d'abril de 1999) és un futbolista aragonès que juga al Real Múrcia. Principalment lateral dret, també pot jugar d'extrem.

## Carrera de club
Nascut a Saragossa, Vicente es va incorporar a les categories inferiors del Reial Saragossa el 2017, procedent de l'AD Stadium Casablanca. El 4 d'octubre d'aquell any, va ampliar el seu contracte amb el club.
El 30 de novembre de 2017, abans fins i tot de jugar amb el filial, Vicente va debutar amb el primer equip com a titular en una derrota per 4-1 fora de casa contra el València CF, a la Copa del Rei de la temporada. Tanmateix, reprendria la seva etapa al club amb el filial, principalment a Tercera Divisió.
El 5 d'octubre de 2020, Vicente va fitxar per un altre equip filial, la UD Las Palmas Atlético de Segona Divisió B. El juny de 2022, va ascendir definitivament al primer equip de Segona Divisió, però va rescindir el seu contracte l'11 d'agost i va passar a Primera Divisió RFEF de l'Unionistas de Salamanca CF poques hores més tard.
Titular indiscutible a l'Unionistas, Vicente va tornar a la segona divisió el 23 de gener de 2023, després d'acordar un contracte de 18 mesos amb el CD Mirandés. El seu debut a la categoria va tenir lloc sis dies després, quan va jugar els últims 15 minuts d'una derrota per 3-1 a casa contra el Deportivo Alavés.
El juliol de 2024, Vicente va fitxar pel Real Murcia.

## Vida personal
El germà bessó de Vicente, Carlos, també és futbolista. Davanter, també va representar el Saragossa.